# Bad Kötzting

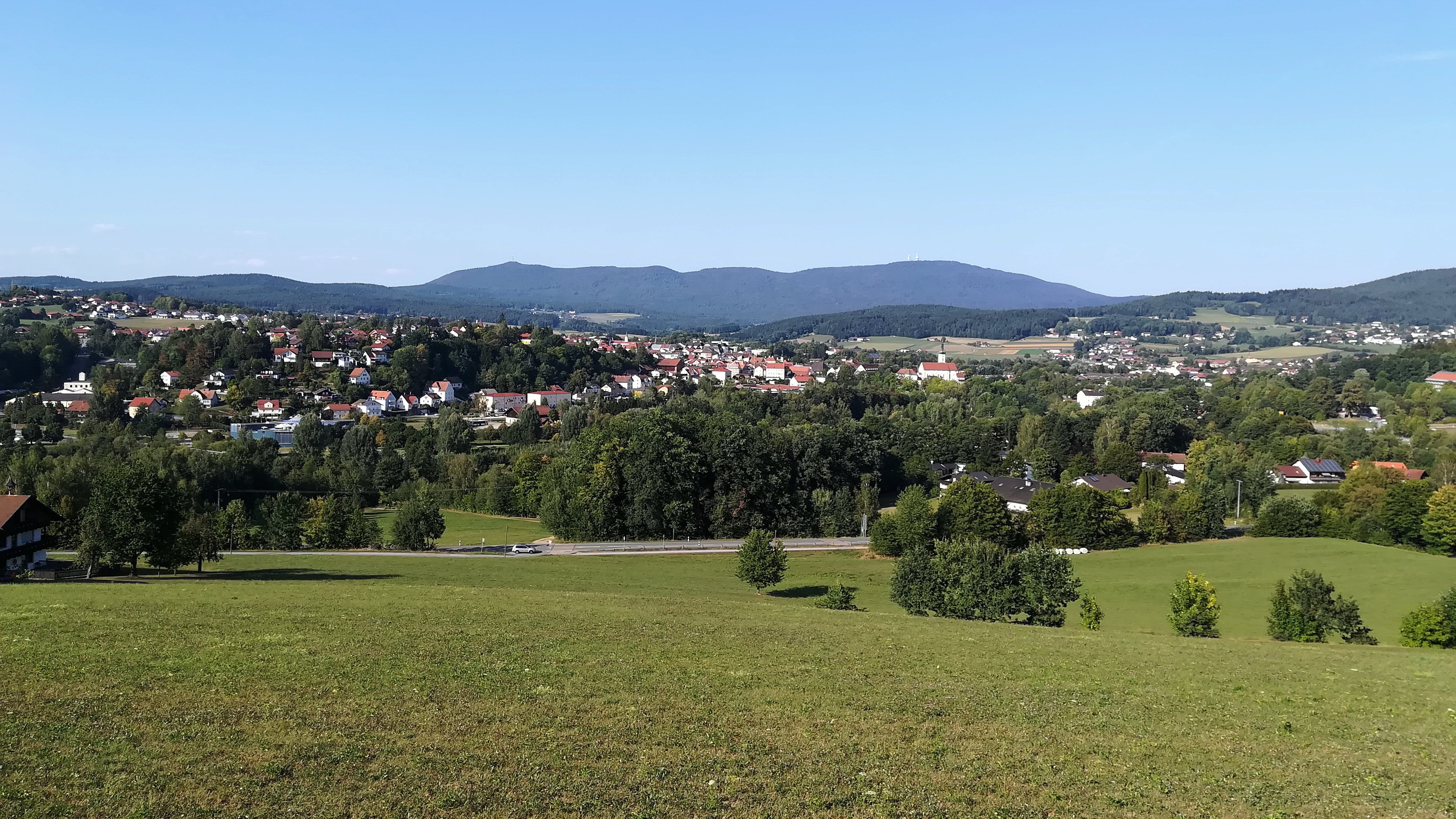
Stadt Bad Kötzting mit Hohem Bogen im Hintergrund

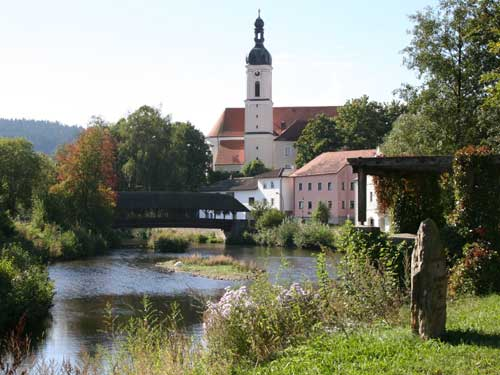
Stadtpfarrkirche mit Regenbrücke

Bad Kötzting (bis 2005 Kötzting) ist eine Stadt im oberen bayerischen Wald in Ostbayern und staatlich anerkanntes Kneippheilbad.

## Geographie

### Lage
Die Stadt liegt am nördlichen Fuße des Kaitersberges im Norden des bayerischen Böhmerwaldes (Bayerischer Wald). Der Schwarze Regen, der hier zum langgestreckten Blaibacher See aufgestaut wird, bildet teilweise die westliche Gemeindegrenze.
Ein weiteres bedeutendes Gewässer ist der Weiße Regen, der das Gemeindegebiet vom Nordosten über die Kernstadt bis zur Vereinigung mit dem Schwarzen Regen durchzieht und als Regen nach Westen das Gemeindegebiet verlässt.

### Gemeindegliederung
Es gibt 51 Gemeindeteile (in Klammern ist der Siedlungstyp angegeben):
- Ammermühle (Weiler)
- Arndorf (Dorf)
- Bachmaierholz (Weiler mit Kirche)
- Bad Kötzting (Hauptort)
- Bärndorf (Dorf)
- Beckendorf (Dorf)
- Berghäusl (Weiler)
- Bonried (Weiler)
- Buchberg bei Steinbühl (Einöde)
- Buchberg bei Wettzell (Weiler)
- Dachsenbühl (Einöde)
- Fischerhof (Einöde)
- Gadsdorf (Weiler)
- Gehstorf (Dorf)
- Gradis (Weiler)
- Grub (Dorf)
- Hafenberg (Dorf)
- Haus (Dorf)
- Hausermühle (Einöde)
- Himmelreich (Einöde)
- Hofern (Dorf)
- Höfing (Dorf)
- Hofmannsgütl (Weiler)
- Kaitersbach (Weiler)
- Kammern (Weiler)
- Kieslau (Dorf)
- Klobighof (Einöde)
- Leckern (Dorf)
- Liebenstein (Dorf)
- Ludwigsberg (Dorf)
- Maiberg (Einöde)
- Matzelsdorf (Dorf)
- Niesassen (Dorf)
- Ramsried (Dorf)
- Regenstein (Weiler)
- Reitenberg (Weiler)
- Reitenstein (Dorf)
- Ried am Haidstein (Weiler)
- Ried am See (Weiler)
- Riedersfurt (Einöde)
- Sackenried (Kirchdorf)
- Sperlhammer (Weiler)
- Steinbühl (Pfarrdorf)
- Stockmühle (Einöde)
- Traidersdorf (Dorf)
- Waid (Einöde)
- Weißenholz (Weiler)
- Weißenregen (Kirchdorf)
- Wettzell (Pfarrdorf)
- Wölkersdorf (Dorf)
- Zeltendorf (Dorf)

Auf dem Gemeindegebiet gibt es neun Gemarkungen: Arndorf, Bad Kötzting, Gehstorf, Haus, Liebenstein, Sackenried, Traidersdorf, Weißenregen und Wettzell.

## Geschichte

### Bis Mitte des 20. Jahrhunderts
Bad Kötzting wurde erstmals im Jahr 1085 als „Chostingen“ urkundlich erwähnt. Es kann eine slawische Form *Kostici o. ä. zugrunde liegen, die zum Personennamen *KostЪ gebildet wurde und mit -ing eingedeutscht wurde.
Aus vier Urhöfen entstanden unterschiedliche Anwesen: 36 Marktlehen, zehn Sölden und zwanzig Häuser. Um 1260 wurden Kötzting die ersten Marktrechte verliehen, die 1344 durch Kaiser Ludwig den Bayern bestätigt wurden; Vollbürger (mit Braurecht) waren lediglich die Nutzer der Marktlehen. Die Grundherrschaft des Klosters Rott endete 1614, wenige Jahre später genehmigte der Markt dem Kloster ein Priorat.
Siehe auch Burgstall Liebenstein
Im Dreißigjährigen Krieg brannten die Schweden unter Georg Christoph von Taupadel – Obrist im schwedischen Heer des Feldmarschalls Bernhard von Sachsen-Weimar – Ende November 1633 Kötzting völlig nieder, weil sich die Bevölkerung geweigert hatte den Anweisungen zu folgen. Erneute Einfälle der schwedischen bzw. kaiserlichen Truppen gab es 1635 und 1640. Der Magistrat bestand aus dem inneren und dem äußeren Rat. Die vier inneren Räte stellten im halbjährigen Wechsel den Kammerer-Bürgermeister. Bedeutendster Kammerer Kötztings war Samuel Luckner, 1715–1794, der Bruder des Grafen Nikolaus von Luckner. Der Markt wurde 1805 selbständige Pfarrei. 1867 wird der Ort von einem weiteren Großbrand heimgesucht.
Kötzting war bereits seit 1371 Sitz eines Pfleggerichts des Herzogtums Bayern gewesen. Das Landgericht Kötzting als Gerichts- und Verwaltungsbehörde wurde im Jahr 1803 errichtet. Die 1818 mit dem bayerischen Gemeindeedikt begründete Gemeinde wurde 1953 zur Stadt erhoben.
Beim Ende des Zweiten Weltkrieges setzte sich der Schmiedemeister Wolfgang Stöger zusammen mit anderen Bürgern für eine kampflose Übergabe des Ortes an die anrückenden US-Truppen ein. Stöger wurde im Amtsgerichtsgefängnis inhaftiert und wenig später von SS-Männern bei Schönbuchen ermordet. Ein Bildstock an der Mordstelle erinnert an dieses Geschehen.

### Gebietsreform der 1970er Jahre
Kötzting war die Kreisstadt des Landkreises Kötzting, der zu Niederbayern gehörte. Dieser wurde im Zuge der Kreisreform am 1. Juli 1972 aufgelöst und dem Landkreis Cham und damit dem Regierungsbezirk Oberpfalz zugeschlagen. Seit 1986 ist Kötzting als Luftkurort anerkannt, seit 1995 als Kneippkurort.
Am 1. Oktober 1971 wurden die Gemeinden Arndorf, Gehstorf, Haus, Traidersdorf und Weißenregen eingegliedert. Liebenstein kam am 1. Oktober 1977 hinzu. Am 1. Mai 1978 folgten Teile der aufgelösten Gemeinden Niederndorf und Wettzell.

### 21. Jahrhundert
Am 10. Dezember 2005 wurde die Stadt als Kneippheilbad anerkannt und der Name durch Bescheid des Landratsamtes in Bad Kötzting geändert.

### Einwohnerentwicklung
Zwischen 1988 und 2018 wuchs die Stadt von 6849 auf 7498 um 649 Einwohner bzw. um 9,5 %.

## Politik

### Stadtrat
Dem Stadtrat gehören seit der Kommunalwahl am 15. März 2020 wie schon zuvor sechs Parteien und Gruppierungen an.
| Partei / Liste                               | Stimmenanteil | Sitze | G/V |
| CSU                                          | 21,0 %        | 4     | −2  |
| SPD Bayern/Freie Bürger                      | 11,2 %        | 2     | ± 0 |
| Unabhängige Wählergemeinschaft Kötzting-Land | 13,9 %        | 3     | ± 0 |
| Freie Wähler Bayern – Ortsgruppe             | 39,1 %        | 8     | + 2 |
| Freie Wählergruppe Zellertal                 | 8,9 %         | 2     | ± 0 |
| Wettzeller Liste-Umland                      | 5,9 %         | 1     | ± 0 |

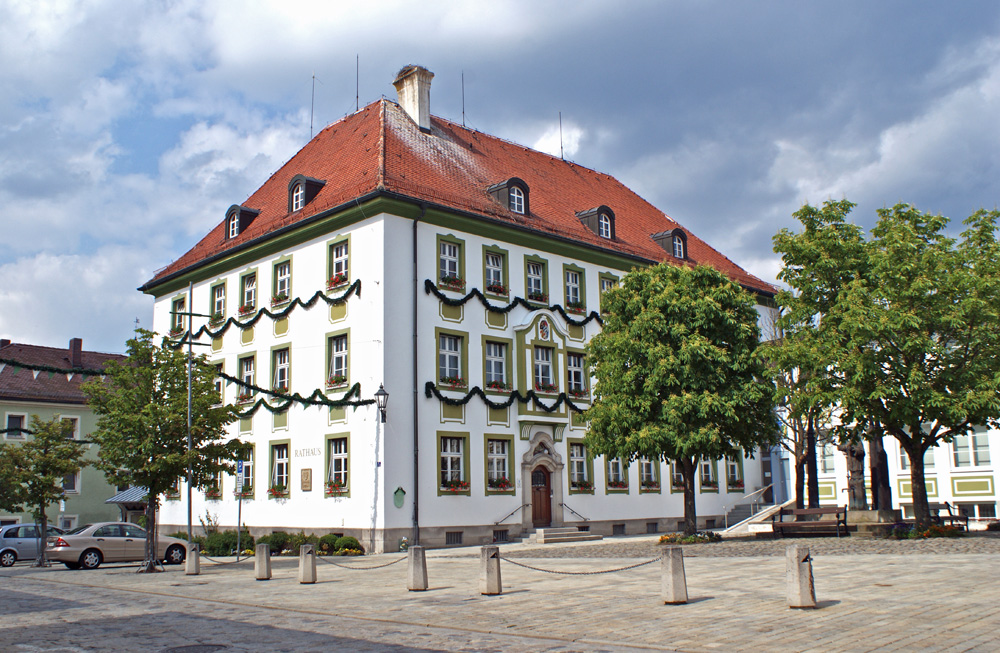
Neues Rathaus, Bad Kötzting

G/V = Unterschied zur vorigen Wahlperiode

### Bürgermeister
Seit 1. Mai 2014 ist Markus Hofmann (* 1975) Erster Bürgermeister. Er wurde 2020 mit 82,5 Prozent der Wählerstimmen im Amt bestätigt.

### Wappen
|                                                                                | Blasonierung: „In Silber auf grünem Boden ein buschiger grüner Baum.“ |
| Wappenbegründung: Das Wappen ist in dem seit 1409 belegten Siegel überliefert. |                                                                       |

### Städtepartnerschaften
Bad Kötzting unterhält im Rahmen der Städtepartnerschaft Douzelage Verbindungen mit etlichen Kommunen in der EU. (Navigationsleiste siehe unten)

## Kultur, Brauchtum und Sehenswürdigkeiten

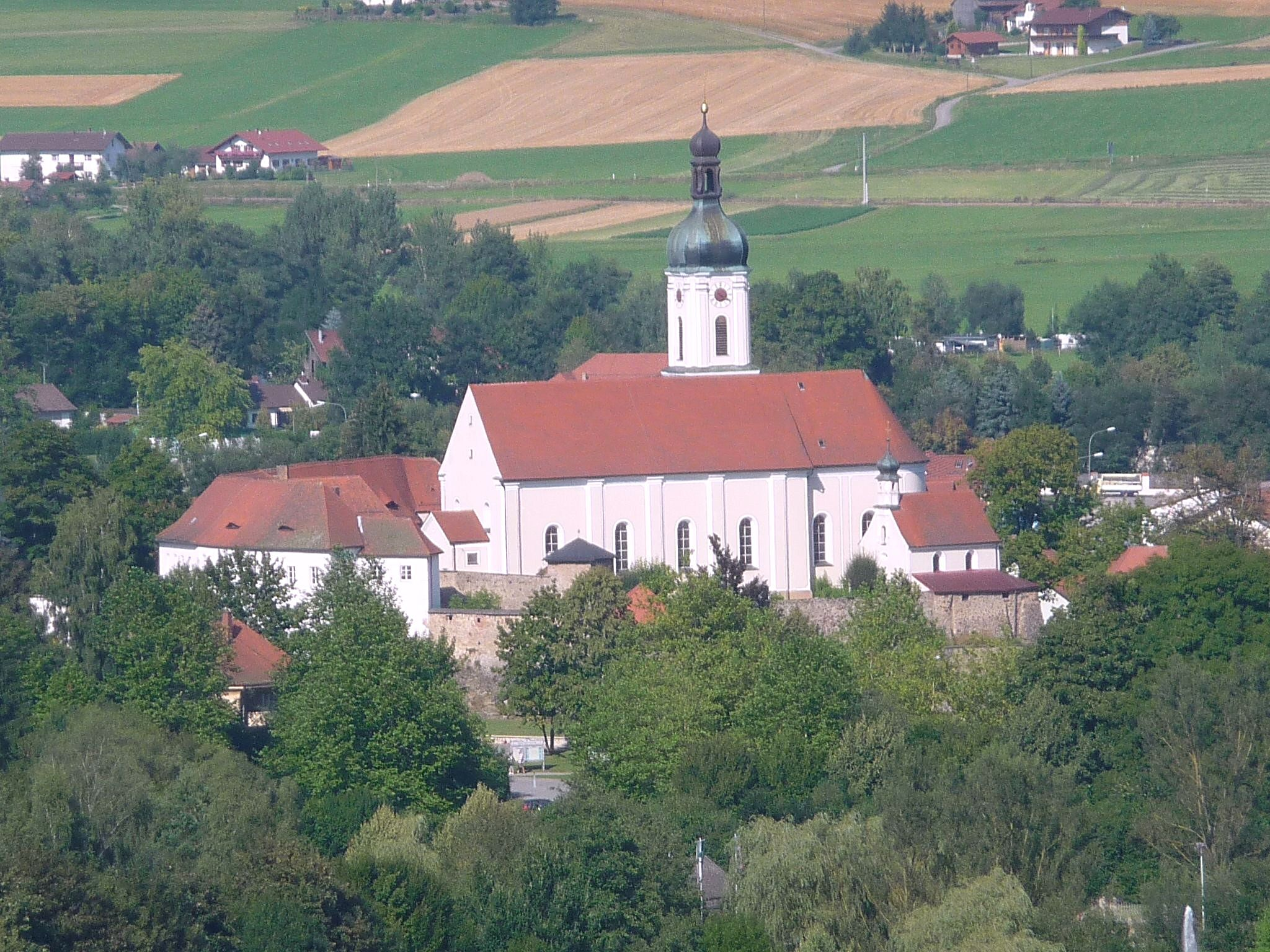
Blick auf die Wehranlage mit der Stadtpfarrkirche und der Kapelle St. Anna von Weißenregen aus

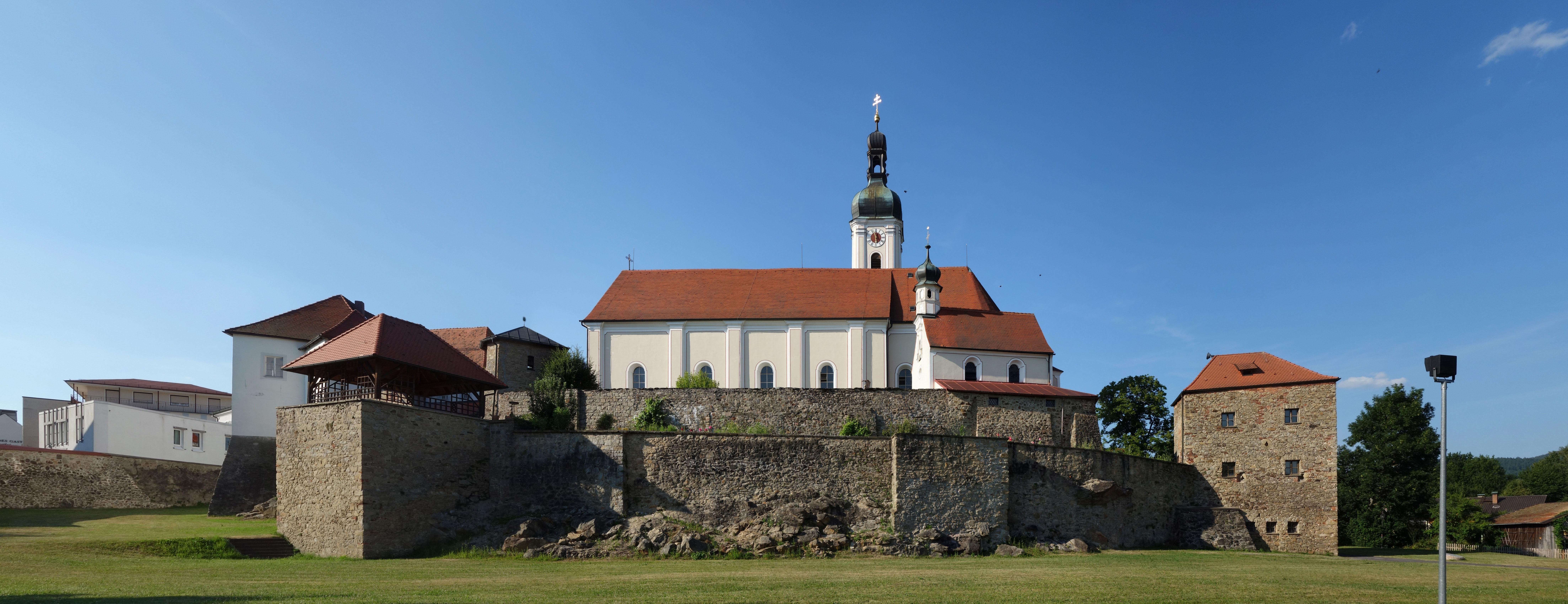
Stadtpfarrkirche Mariä Himmelfahrt mit äußerer Ringmauer

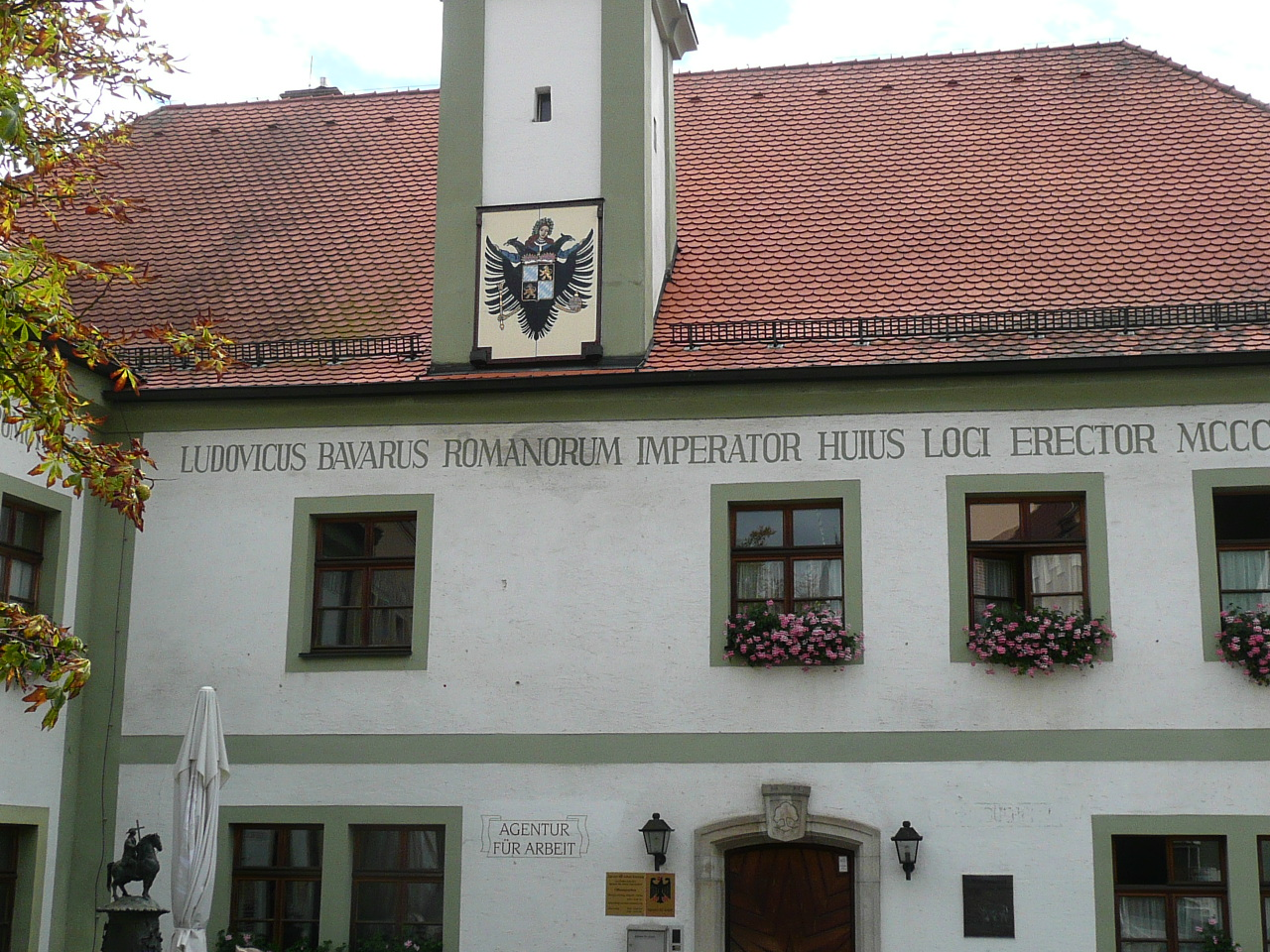
Ehemaliges Rathaus, Ausbau im 18. Jahrhundert

### Bauwerke
- Die Stadtpfarrkirche Mariä Himmelfahrt bildet den Mittelpunkt einer Wehranlage mit äußerer Ringmauer, Graben und innerem Befestigungsring. Die 1179 in einer Papsturkunde erwähnte Kirche wurde 1737/38 erweitert, Chor und Turm 1766/69 neu errichtet. Die Innenausstattung ist barock mit dem Hochaltar von 1771 und der Kanzel von 1730. Von den ursprünglich fünf Deckenfresken zum Thema Pfingstritt sind nur noch drei Deckenfresken erhalten und wurden von dem Kunstmaler des Neubarock Josef Wittmann im Jahr 1930 gemalt. Der rege Briefwechsel zwischen dem damaligen Pfarrer und dem Kunstmaler sowie anderen wichtigen Persönlichkeiten ist erhalten und im Original in der Pfarrei archiviert. Diese Pfingstrittfresken sind nach Hermann Reidel vom Diözesanmuseum Regensburg die einzigen Fresken nördlich der Alpen zu diesem Thema.
 Das Schloss war ab 1361 Amtsgebäude des Land- und Pflegegerichts und dient seit 1805 als Pfarrhof.
- Die benachbarte St.-Anna-Kapelle, ehemals Friedhofskapelle im Kirchenburgbereich, wurde um 1686 neu erbaut. Der Hochaltar stammt aus dem Jahr 1664 und enthält eine spätgotische Anna Selbdritt, die Seitenaltäre entstanden 1689. Im Anbau befinden sich ein romanischer Taufstein und Grabplatten.
- Die Kirche St. Veit („Veitskirche“) wurde wahrscheinlich spätestens bei der Anlage der Marktstraße (vor 1250) erbaut, beim Schwedeneinfall 1633 niedergebrannt, danach notdürftig instand gesetzt. Nach dem Marktbrand 1867 erhielt sie anstelle der Kuppel einen Spitzturm. Vor der Kirche befindet sich der 1800 erbaute achteckige Marienbrunnen. Eine überlebensgroße Mariensäule kam erst 1903 dazu. 
Neben der Kirche befindet sich ein kleiner Brunnen, auf dessen Auffangbecken der Spruch „Lieb, was rar ist, trink was klar ist, sprich was wahr ist“ zu finden ist. Dieser Spruch ist vierzeilig auch vor einem Brunnen neben der Wallfahrtskirche Bogenberg zu lesen. Unterhalb des Wasserhahns steht „A.D. – 1987 – Trinkwasser“.
- Das Alte Rathaus aus der Barockzeit hat ein Schopfwalmdach mit zweigeschossigem Kuppelturm. Täglich um 11.00 Uhr ertönt ein Glockenspiel mit 18 Spielglocken und 2 Schlagglocken, dazu dreht sich ein Figurenspiel mit Gestalten aus dem Kötztinger Pfingstritt und dem Kötztinger Brauchtum.
- Das Neue Rathaus war bis 1803 Pfarrhof und Propstei der Benediktiner von Kloster Rott, dann Landgericht, Bezirks- und Landratsamt, seit 1972 fungiert es als Rathaus.
- Der Benediktinerbrunnen wurde 1993 von dem Bildhauer J. Neustifter geschaffen. Er erinnert an das Jahrhunderte währende Wirken der Benediktiner in der Gegend um Bad Kötzting.

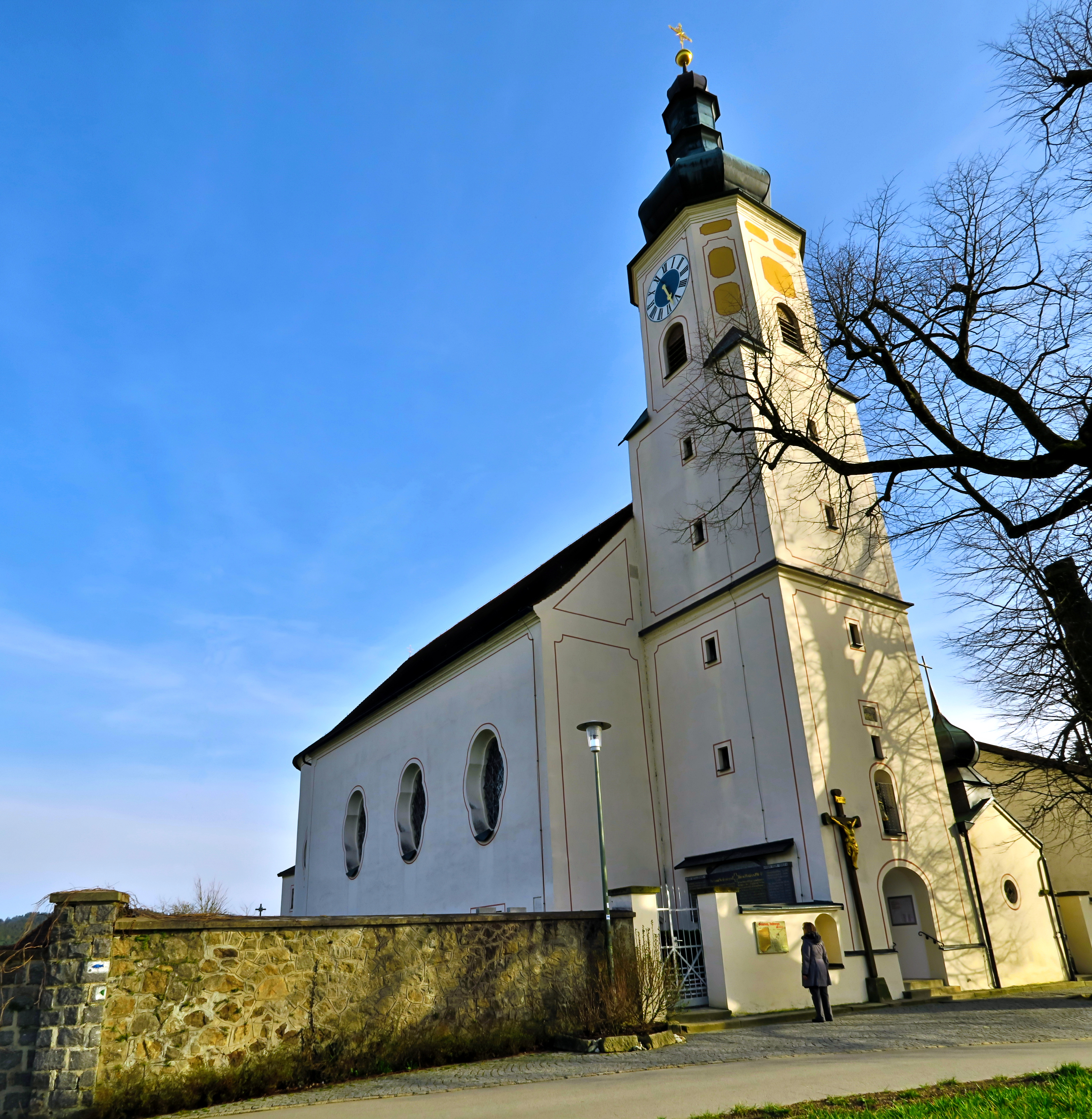
Wallfahrtskirche Weißenregen

- Der Pfingstreiterbrunnen ist ein Werk des Bildhauers J. Neustifter aus dem Jahr 1985. Der Sockel des Brunnens enthält die Namen der Pfingstreiter, die fünfzigmal oder öfter teilgenommen haben. Auf dem Hohlkörper aus Granit steht eine Bronzeskulptur mit Motiven aus der Pfingstrittgeschichte, den Abschluss bildet ein berittener Kreuzträger.
- Im Gemeindeteil Weißenregen steht die barocke Wallfahrtskirche Mariä Himmelfahrt. Sie wurde von 1750 bis 1765 erbaut und enthält eine ungewöhnliche Schiffskanzel.

### Museen
Das Pfingstritt-Museum in der Kirchenburg, einer spätmittelalterlichen Wehranlage mit Friedhof, Kirche und Schloss zeigt mit historischen Objekten die Geschichte der Pfingstwallfahrt und die symbolische Pfingsthochzeit.

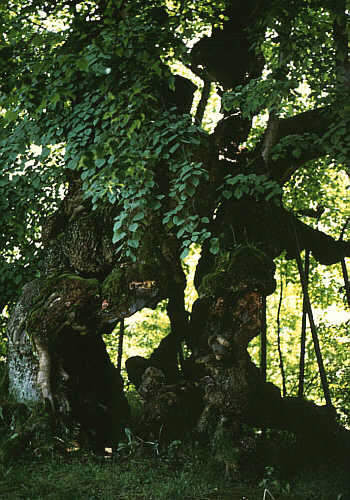
Wolframslinde

### Naturdenkmäler
In Ried steht die alte Wolframslinde. Diese Sommerlinde (Tilia platyphyllos) ist einer der stärksten und ältesten Bäume Deutschlands. Benannt wurde sie nach dem Minnesänger Wolfram von Eschenbach. Ihr Alter wird auf 850 Jahre geschätzt. Sie hat einen Stammumfang von 12,21 Metern und eine Höhe von 13 Metern.

### Pfingstritt

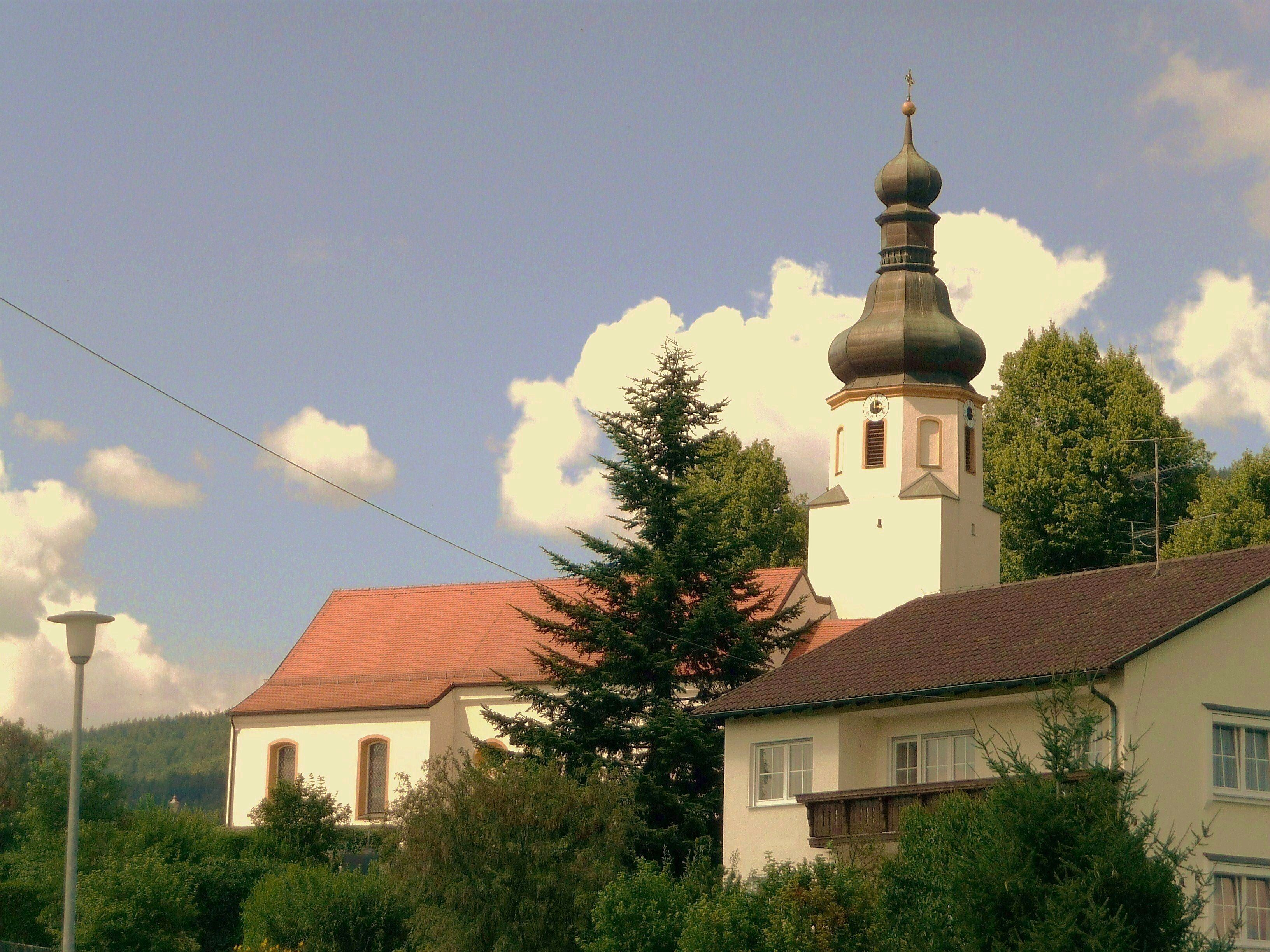
Die Kirche von Steinbühl, das Ziel des Kötztinger Pfingstritts

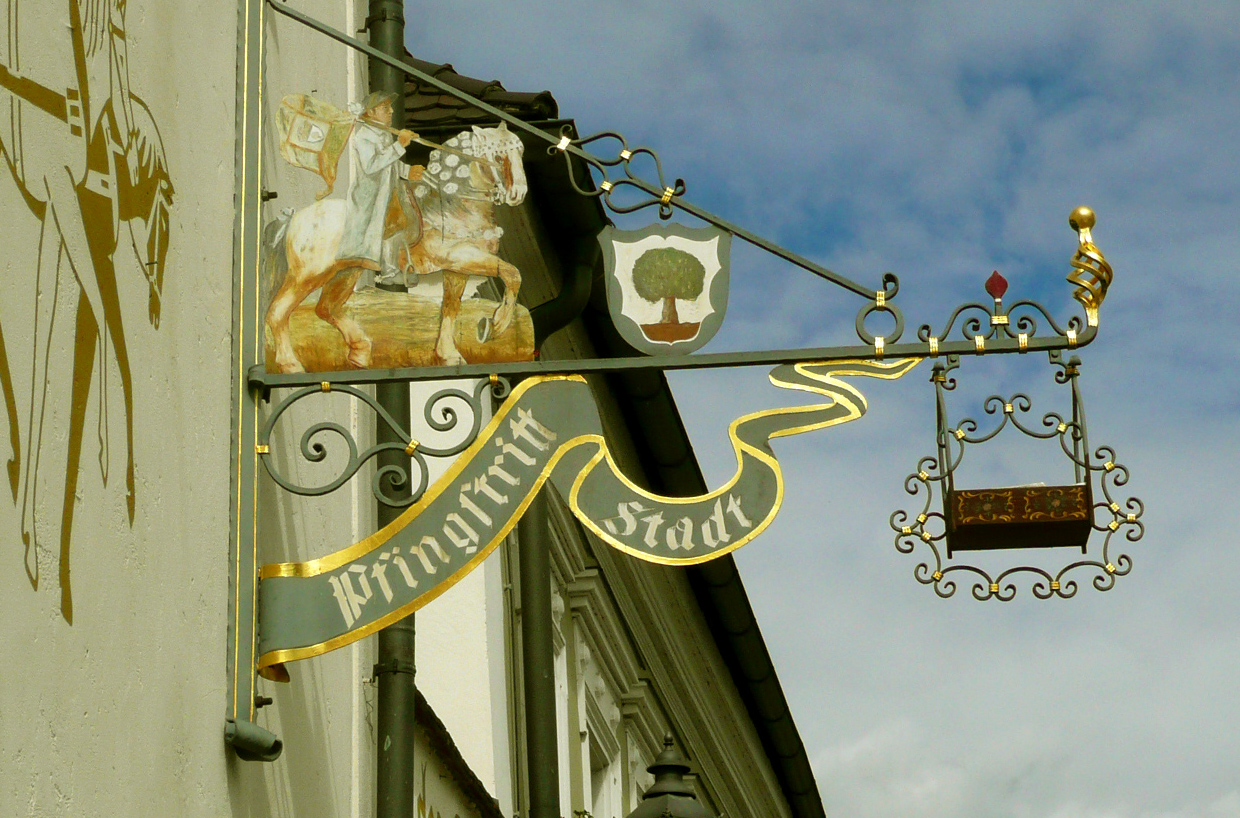
Pfingstrittstadt

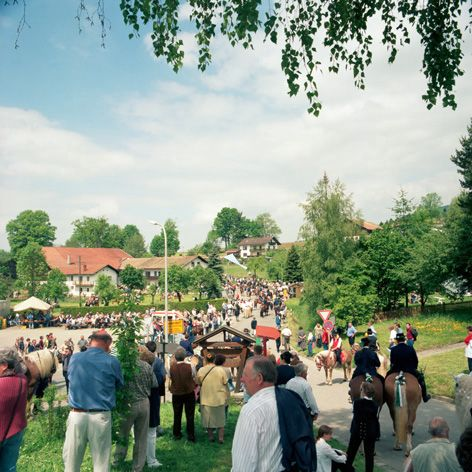
Pfingstritt 2001

Der Pfingstritt zu Bad Kötzting zählt zu den größten berittenen Bittprozessionen der Welt und geht, laut Überlieferung, auf ein Gelöbnis aus dem Jahr 1412 zurück. Demnach lag im Dorf Steinbühl, etwa sieben Kilometer von Kötzting entfernt, ein Mann im Sterben und bat um die heiligen Sterbesakramente. Der Pfarrer sah sich außerstande, ohne Schutz dorthin zu gelangen. Die Kötztinger Burschen gaben ihm auf seine Bitte hin das Geleit. Nach der glücklichen Rückkehr gelobten alle, den Ritt jedes Jahr zu wiederholen. Also ziehen jedes Jahr am Pfingstmontag oft bis zu 1000 Reiter, betend auf ihren Pferden und in Waidler-Trachten, hinaus durch das Zellertal bis nach Steinbühl.
Unter dem feierlichen Geläut der Pfingstglocken verlassen Bürger und Bauern um acht Uhr morgens auf den festlich geschmückten Pferden betend die Stadt, das uralte Gelöbnis erneuernd. Die Reiterprozession wird angeführt vom Kreuzträger. Ihm folgen Laternenträger, die Fanfarenbläser, Geistlicher Offiziator mit Mesner und Ministranten. Hinter ihnen reitet der Pfingstbräutigam mit den beiden Brautführern. Die offizielle Spitze des Zuges wird schließlich abgeschlossen vom Pfingstbräutigam des Vorjahres, der die Marktfahne trägt, seinen Brautführern und von der Vertretung der Burschenschaft. Daran schließen sich alle übrigen Reiter an. Viele der Reiter führen die großen Erinnerungsfahnen mit, die sie für ihre langjährige Rittteilnahme erhalten haben. An vier Stationen verkündet der Offiziator das Evangelium und segnet mit der Monstranz die Fluren.
In der Pfingstreiter-Wallfahrtskirche St. Nikolaus in Steinbühl wird schließlich der Reitergottesdienst zelebriert. Nach einer Pause für Ross und Reiter und deren Verpflegung macht sich die Reiterprozession gegen 12 Uhr mittags wieder auf den Weg zurück nach Bad Kötzting. Mit dem Festakt und dem eucharistischen Segen, der Überreichung des Tugendkränzchens, der Auszeichnung langjähriger Pfingstreiter sowie dem feierlichen „Te Deum“ endet schließlich der kirchliche Teil des Rittes.
Nach dem Pfingstritt findet auf dem Platz vor der Kirche St. Veit im Stadtzentrum ein weiterer Festakt statt. Dem „Pfingstbräutigam“ wird vom mitreitenden Kooperator das sogenannte Tugendkränzchen überreicht. Anschließend folgt ein Zug der Burschen durch die Altstadt und schließlich die eigentliche Pfingsthochzeit, mit der symbolischen Trauung des „Tugendbräutigams“ mit der „Pfingstbraut“.
Während der gesamten Pfingstwoche finden in Bad Kötzting zahlreiche Veranstaltungen statt, unter anderem:
- ein Volksfest mit traditionellem Volksfesteinzug (Festwirt, Festwägen, Pferde, Musikkapellen, Vereine etc.)
- Aufführungen des „Pfingstlspiels“ am Bad Kötztinger Rathausplatz,
- eine Zugleistungsprüfung der Kaltblut- und Haflingerzuchtvereinigung Bayer. Wald,
- ein Fackelzug des Burschen-Wanderer-Vereins Bad Kötzting mit Illumination der gesamten Stadt

### Festspiele
In den Bad Kötztinger Waldfestspielen werden Mundartfassungen von Klassikern wie Goethes Faust, Georg Büchners Woyzeck, Shakespeares Drama Macbeth und anderen aufgeführt.

## Einrichtungen

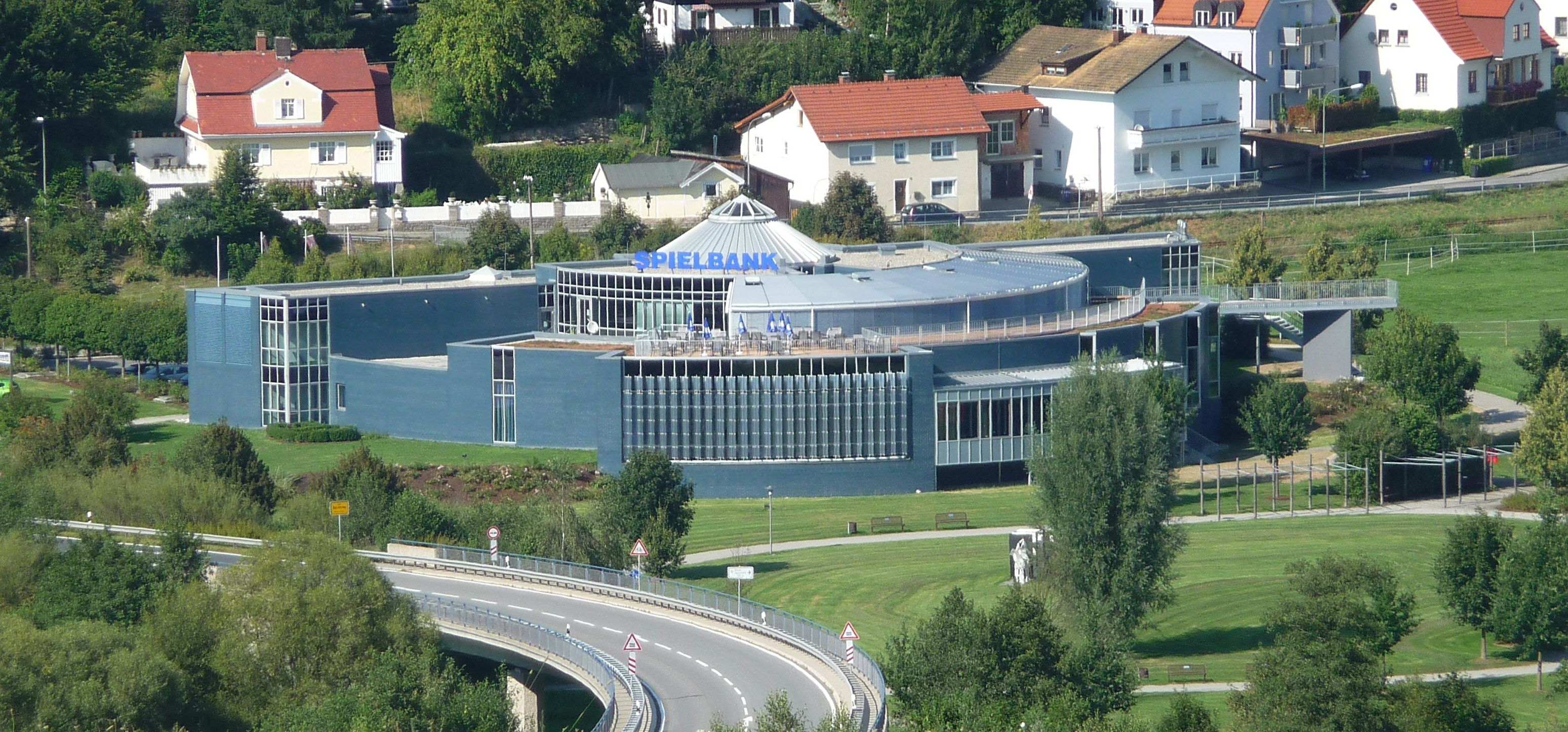
Spielbank, Bad Kötzting

- Deutsche Klinik für Traditionelle Chinesische Medizin, seit Februar 2010 Universitätsklinik aufgrund einer Kooperation mit der Peking-Universität[19]
- Kneipp-Kurbetriebe
- Mittelbayerisches Rehabilitationszentrum
- „Klinikum Luitpold“ für Orthopädie und Rheumatologie
- Rehabilitationsklinik Fachrichtung Neurologie
- Bildungszentrum mit einer Fachschule für Altenpflege
- Bayerische Spielbank Bad Kötzting (Spielcasino)
- „AQACUR“ Badewelt Kötzting (Hallen- und Wellenfreibad) mit Saunawelt, Saunagarten mit FKK, Badcafé, Solebecken, verschiedene Gesundheitsbäder, Wellness-Oase, Solarien. Sportbecken 10 m × 25 m, Wellenfreibad 25 m × 12,5 m.
- Kurpark (12,6 ha)
- Geodätisches Observatorium Wettzell

## Bildung
- Kindergarten: „Heilig Geist“ und „Königin der Engel“
- Förderschule: Sonderpädagogisches Förderzentrum Bad Kötzting[20]
- Grundschule: Grundschule Bad Kötzting[21]
- Mittelschule: Karl-Peter-Obermaier-Mittelschule Bad Kötzting[22]
- Realschule: Staatliche Realschule Bad Kötzting[23]
- Gymnasium: Benedikt-Stattler-Gymnasium Bad Kötzting[24]
- Berufsschule: Außenstelle der Staatliche Berufsschule Cham und Berufsfachschule für Altenpflege
- Musikschule: Landkreismusikschule Cham
- Volkshochschule: VHS Cham

## Ehemaliger Bundeswehrstandort
Von 24. November 1965 bis 2004 war Bad Kötzting Garnison der Bundeswehr. In der Hohenbogen-Kaserne war eine Luftwaffeneinheit des Fernmelderegiments 72 stationiert, die den Aufklärungsturm auf dem Hohen Bogen, den Fernmeldesektor F, betrieb.

## Medien
- Kötztinger Zeitung – Regionalausgabe der Zeitungsgruppe Straubinger Tagblatt/Landshuter Zeitung
- Kötztinger Umschau – Regionalausgabe der Mittelbayerischen Zeitung

## Verkehr
Bad Kötzting liegt an den Staatsstraßen St 2132 sowie St 2140.
Auch die Bahnstrecke Cham–Bad Kötzting der DB Netz und die Strecke Bad Kötzting–Lam der Regentalbahn durchqueren die Stadt. Die Züge der Oberpfalzbahn halten am Bahnhof Bad Kötzting sowie am Haltepunkt Zellertal im Zwei-Stunden-Takt. Der Bahnhof Bad Kötzting besitzt eine Park-and-Ride-Anlage und einen Busbahnhof.

## Persönlichkeiten

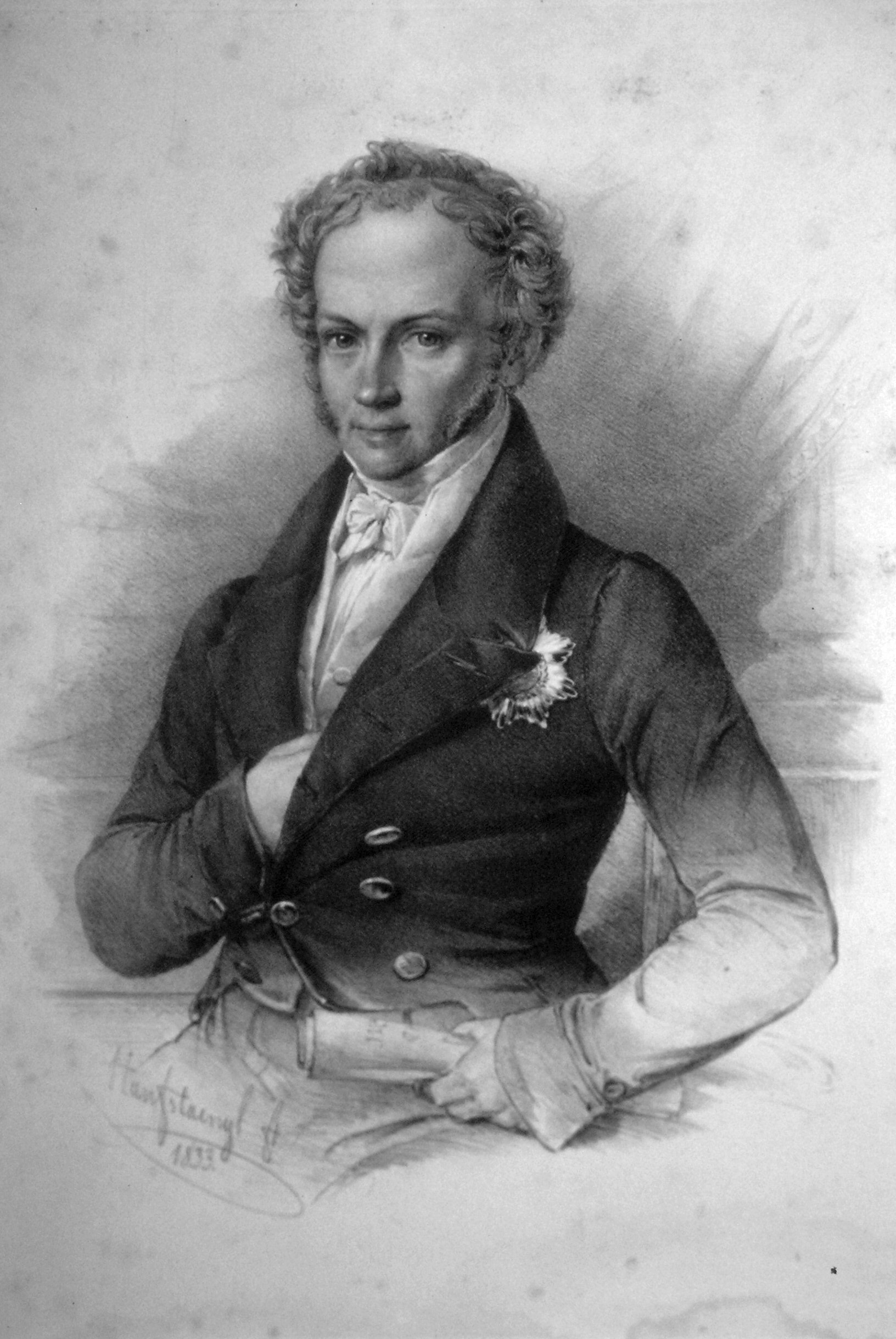
Joseph von Armansperg 1833

- Benedikt Stattler (1728–1797), katholischer Theologe der Aufklärung
- Joseph von Armansperg (1787–1853), bayerischer und griechischer Staatsmann
- Michael Heigl (1816–1857), Räuber
- Max von Müller (1841–1906), Jurist, Präsident des Bayerischen Verwaltungsgerichtshofes
- Anton Schwarz (1858–1931), Komponist und Musikpädagoge
- August Anton Henneberger (1873–1961), Bildhauer
- Eugen Hubrich (1885–1963), Heimatdichter und NSDAP-Parteifunktionär
- Walther Fischer-Schlemm (1888–1958), Hochschullehrer, Rektor der Universität Hohenheim
- August Philipp Henneberger (1902–1980), Maler, Grafiker und Mitbegründer der Donau-Wald-Gruppe
- Hans Decker (1903–1980), deutsch-österreichischer Opernsänger und Heldentenor
- Otto Schaffner (1913–1978), Theologe[25]
- Konrad Lax (1914–2007), Verwaltungsjurist und Landrat
- Hermann Berger (1926–2005), Indologe und Religionswissenschaftler
- Hartmut Riederer (* 1942), Maler, Schriftsteller und Schauspieler
- Josef Rabl (* 1949), Gymnasiallehrer, Träger des Bundesverdienstkreuzes
- Helmut Brunner (* 1954), Politiker und von 2008 bis 2018 bayerischer Staatsminister
- Alfred Müller-Kranich (* 1955), Komponist und Organist
- Ruth Toma (* 1956), Drehbuchautorin
- Gisela Dachs (* 1963), Publizistin und Journalistin, unter anderem ZEIT-Korrespondentin in Tel Aviv
- Johannes Reitmeier (* 1962), Autor, Regisseur und Intendant
- Harald Schwartz (* 1969), Politiker (CSU, MdL)
- Matthias Aschenbrenner (* 1972), Mathematiker
- Thomas Dworzak (* 1972), Fotograf
- Alexander Brem (* 1979), Wirtschaftswissenschaftler und Hochschullehrer
- Christian Bischof (* 1982), Organist und Kirchenmusiker
- Tobias Weber (* 1995), Fußballspieler